# Pistolet maszynowy Jati-Matic
Jati-Matic – fiński pistolet maszynowy skonstruowany przez Jaliego Timariego, którego charakterystyczną cechą było skośne usytuowanie komory zamkowej w stosunku do osi lufy. Dzięki takiemu rozwiązaniu chwyt pistoletowy znalazł się na przedłużeniu osi lufy co zmniejszyło podrzut broni i ułatwiło kontrolowanie pistoletu maszynowego podczas strzelania seriami.
Jati-Matic był produkowany od 1983 roku, ale pomimo prób wojskowych nie został przyjęty do uzbrojenia Fińskich Sił Zbrojnych. W kwietniu 1984 roku pewna liczba tych pistoletów maszynowych została skradziona z magazynów fabryki, co doprowadziło do utraty przez Tampereen Asepaja Oy licencji na produkcję broni i w rezultacie do bankructwa tej firmy.
W latach 90. XX wieku niewielka liczba tych pistoletów maszynowych została wyprodukowana pod oznaczeniem GG-95 PDW przez firmę Oy Golden Gun Ltd. lecz także tej firmie nie udało się zainteresować tą bronią żadnego poważnego odbiorcy.

## Opis techniczny
Jati-Matic jest bronią samoczynno-samopowtarzalną. Zasada działania oparta na odrzucie teleskopowego zamka swobodnego. Mechanizm spustowy umożliwia prowadzenie ognia pojedynczego i seriami poprzez wykorzystanie spustu dwuchodowego. Rolę bezpiecznika pełni chwyt przedni, który po złożeniu blokuje położenie zamka. Chwyt przedni służy także do napinania zamka (Jati-Matic strzela z zamka otwartego).
Jati-Matic jest zasilany przy pomocy dwurzędowych magazynków pudełkowych o pojemności 20 lub 40 naboi zgodnych ze szwedzkim magazynkiem standardowym, wykorzystywanym między innymi w pistolecie Carl Gustaf m/45. Gniazdo magazynka znajduje się pomiędzy chwytami.
Lufa o długości 203 milimetrów, posiada 6 bruzd prawoskrętnych o skoku 250 milimetrów. Pistolet maszynowy Jati-Matic pozbawiony jest kolby. Przyrządy celownicze mechaniczne.